# Dominique Régère
Dominique Théophile Régère (Bordeaux, 17 aprile 1816 – Parigi, 13 novembre 1893) è stato un attivista francese.
Fu una personalità della Comune di Parigi.

## Biografia
Studiò veterinaria ed esercitò come il padre a Bordeaux. Nel 1848 fondò il giornale socialista La Tribune de la Gironde. Perseguitato dal regime bonapartista, lasciò la Francia nel 1852, e vi tornò nel 1855, stabilendosi a La Brède, senza occuparsi pubblicamente di politica.
Nel giugno del 1870 si trasferì a Parigi, aderendo alla Prima Internazionale. Durante l'assedio di Parigi fu eletto capitano del 248º battaglione della Guardia nazionale e delegato al Comitato centrale dei venti arrondissement. Il 26 marzo 1871 fu eletto al Consiglio della Comune, fu membro della Commissione finanze e successivamente della Commissione servizi. Votò contro l'istituzione del Comitato di Salute pubblica.
Arrestato dai versagliesi alla caduta della Comune, nel settembre del 1871 fu condannato alla deportazione a vita in Nuova Caledonia, dove visse con il figlio dodicenne Gontran. Tornò in Francia con l'amnistia del 1880.
Un altro dei suoi figli, Henri, comandante di un battaglione della Guardia, dopo la Settimana di sangue fuggì da Parigi rifugiandosi a Londra e fu condannato in contumacia alla deportazione dalla corte marziale di Versailles.